# Tom Kristensen (född 1955)
Tom Kristensen, född 29 maj 1955 i Tjøme, är en norsk författare och finansrådgivare. Han är utbildad civilekonom och ingenjör, och har arbetat i bank, industri och finans. Kristensen debuterade som författare med kriminalromanen En kule 2001. Han har efter det skrivit flera kriminalromaner. Flera av böckerna är översatt till danska, nederländska och tyska.
Den 20 mars 2007 erhöll han Rivertonprisen för boken Dødsriket.